# Ngòi Mục
Ngòi Mục là phụ lưu của Sông Lô, chảy ở huyện Hàm Yên tỉnh Tuyên Quang .
Sông có chiều dài 16 km và diện tích lưu vực là 71 km² .

## Dòng chảy
Ngòi Mục bắt nguồn từ xã Bằng Cốc huyện Hàm Yên 21°59′31″B 105°00′24″Đ / 21,99194°B 105,006648°Đ.
Ngòi chảy qua xã Nhân Mục và đến thị trấn Tân Yên thì đổ vào sông Lô 
Quốc lộ 2 qua ngòi ở cầu Bắc Mười ở thôn Tân Tiến thị trấn Tân Yên.

## Chỉ dẫn
1. ↑  Trong tiếng Việt thì "Ngòi" có nghĩa là sông, suối.

- Bản "Danh mục lưu vực sông liên tỉnh" có lỗi biên tập: Ngòi Mục chảy hoàn toàn trong huyện Hàm Yên, không phải liên tỉnh như nêu trong danh mục [2].